# GIOVE-A
Giove A (Galileo In-Orbit Validation Element) er den første af 30 satellitter, der skal udgøre Galileo projektet.

## Opsendelsen
Satellitten blev opsendt den 28. december 2005 efter et par dages tekniske problemer. Opsendelsen forgik kl. 06:19 dansk tid (11:19 lokal tid) fra Baikonur-rumcenteret i Kasakhstan. Satellitten der vejer 600 kg blev opsendt med en russisk Sojuz-raket. I slutningen af 2006 regner forskere med at sende Giove-B satellitten af sted. Hvis Giove satellitterne bliver en succes, er der planer om at opsende 30 satellitter mere.
|  | Denne artikel om noget teknisk eller videnskabeligt kan blive bedre, hvis der indsættes et (bedre) billede. Du kan hjælpe ved at afsøge Wikimedia Commons for et passende billede eller lægge et op på Wikimedia Commons med en af de tilladte licenser og indsætte det i artiklen. |

| Rumfart | Spire Denne artikel om rumfart er en spire som bør udbygges. Du er velkommen til at hjælpe Wikipedia ved at udvide den. |